# Contrada Ponzella
La contrada Ponzella è stata una delle dieci contrade in cui era divisa la città lombarda di Legnano. Era situata nella zona a ovest della città, nella zona "oltre stazione", cioè ad ovest della ferrovia Domodossola-Milano. Comprendeva il rione Ponzella e il quartiere Mazzafame ed è stata soppressa nel 1936, quando fu annessa alla contrada San Bernardino e alla contrada sovrana La Flora. Ha partecipato a una sola edizione del palio di Legnano (1935) ed è stata istituita in occasione dell'organizzazione della festa del Carroccio (1932). L'altra contrada soppressa di Legnano è la contrada Olmina, che venne annessa a Legnarello nel 1937.

## Storia

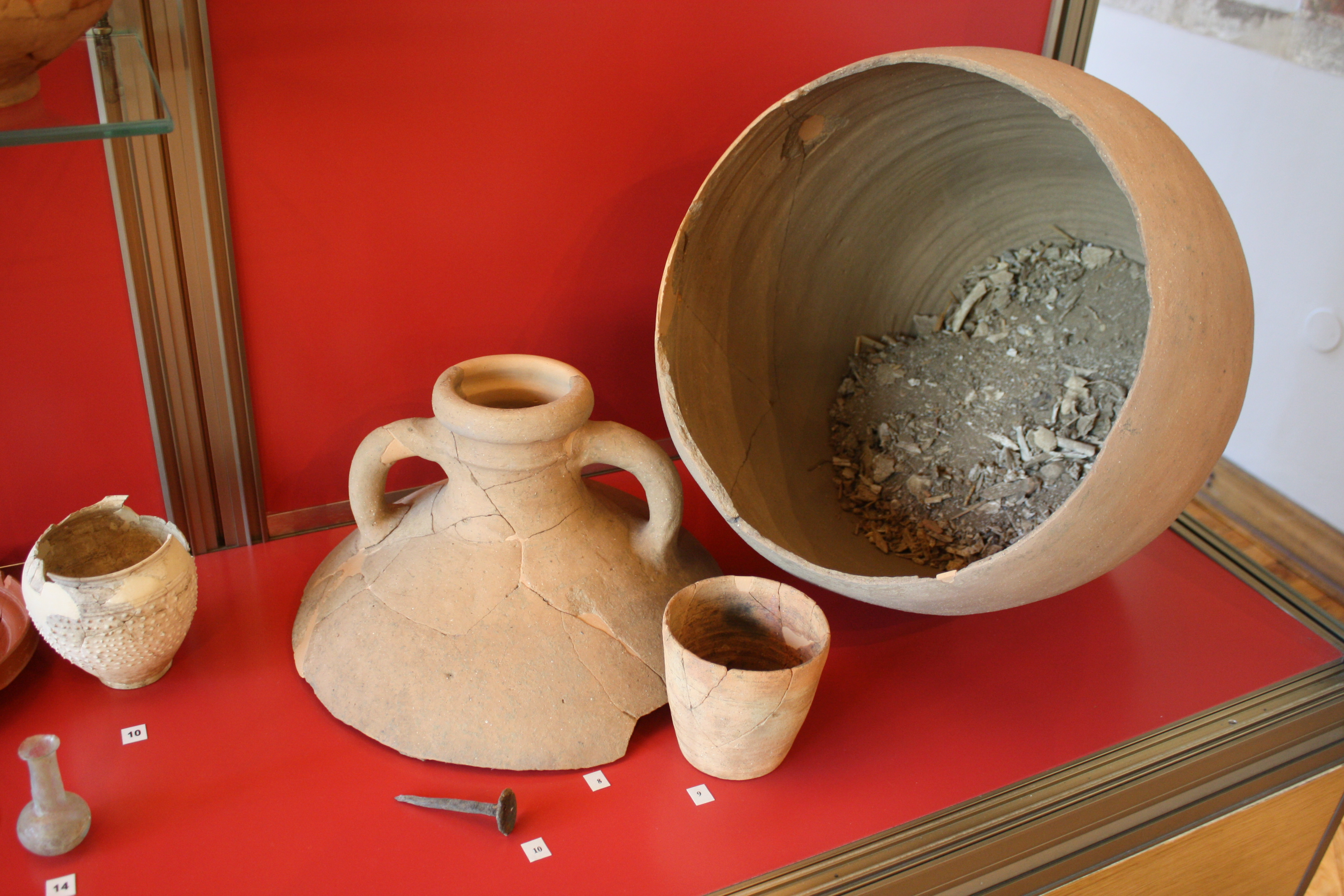
Sulla destra, ritrovamenti di epoca romana (I sec. d.C.) rinvenuti tra il 1925 e il 1926 in via Novara. Sono un'anfora in argilla segata contenente ossa combuste del defunto, un bicchiere di argilla e un chiodo in ferro

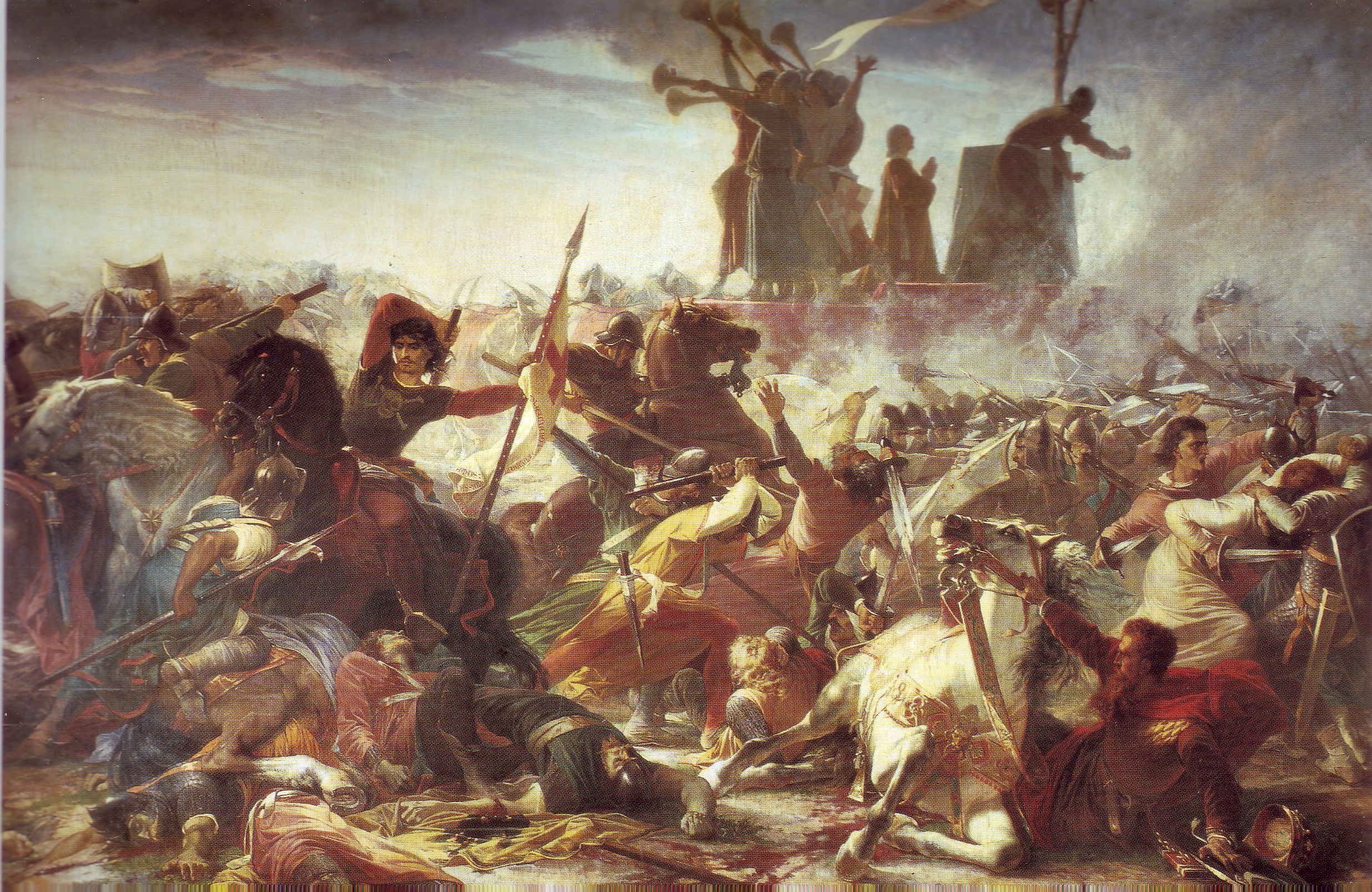
La Battaglia di Legnano di Amos Cassioli (1860), dipinto conservato presso la Galleria d'arte moderna di Palazzo Pitti a Firenze

Il rione a cui faceva riferimento la contrada prende il nome dalla Cascina Ponzella, edificio agreste presente da secoli nelle campagne legnanesi, che anticamente era chiamato cassina poncena.
La Ponzella è abitata dai tempi più antichi. Nel quartiere sono stati infatti trovati, in una necropoli tra via Venegoni (all'epoca chiamata via Novara) e via Firenze, molti reperti di epoca romana imperiale e tardo imperiale. Il corredo di epoca romana, che è stato scoperto tra il 1925 e il 1926 Guido Sutermeister e che è formato da monete, piatti, coppe, bicchieri, balsamari, specchi, utensili in ferro, venne rinvenuto in un centinaio di tombe distribuite nel quartiere. La datazione dei reperti fu compiuta grazie al riconoscimento delle monete, che risalivano a un'epoca compresa tra il I secolo a.C. e il I secolo d.C., ovvero tra i regni di Augusto e Caligola. I reperti tardo imperiali, che sono invece stati scoperti nel 1997, sono databili tra il II e il IV secolo. Le ricchezze di queste scoperte hanno fatto ipotizzare agli studiosi l'esistenza di un'antica strada romana che attraversava la Ponzella e che collegava Legnano con Novara e la valle del Ticino.
Il territorio del rione Ponzella è il luogo dove potrebbero essere avvenuti i primi scontri della battaglia di Legnano. Alcuni studiosi ipotizzano infatti che il primo contatto tra le truppe della Lega Lombarda e quelle dell'imperatore Federico Barbarossa si sia verificato tra Legnano e Borsano. Quindi, per quanto riguarda la città del Carroccio, le prime fasi della battaglia potrebbero essere avvenute sui territori appartenenti ai rioni Ponzella e Mazzafame: Borsano è infatti situato a nord-ovest di Legnano. L'ipotesi che va per la maggiore tra gli studiosi sostiene invece che il primo contatto tra gli eserciti sia avvenuto tra Borsano e Busto Arsizio: secondo questa congettura gli scontri si sarebbero spostati a Legnano per la celebre difesa del Carroccio solo in seguito.
La contrada Ponzella fu soppressa e accorpata nel 1936 alla contrada San Bernardino e alla contrada Flora perché a quei tempi i rioni a cui faceva riferimento non avevano molti abitanti, e quindi i suoi contradaioli avevano grandi difficoltà a reperire i fondi necessari per partecipare al palio di Legnano. La contrada Ponzella, che comprendeva anche il quartiere Mazzafame, confinava a nord con Castellanza, a est con via circonvallazione e via Firenze, a ovest con Busto Arsizio e a sud con via San Bernardino.

## La chiesa di riferimento

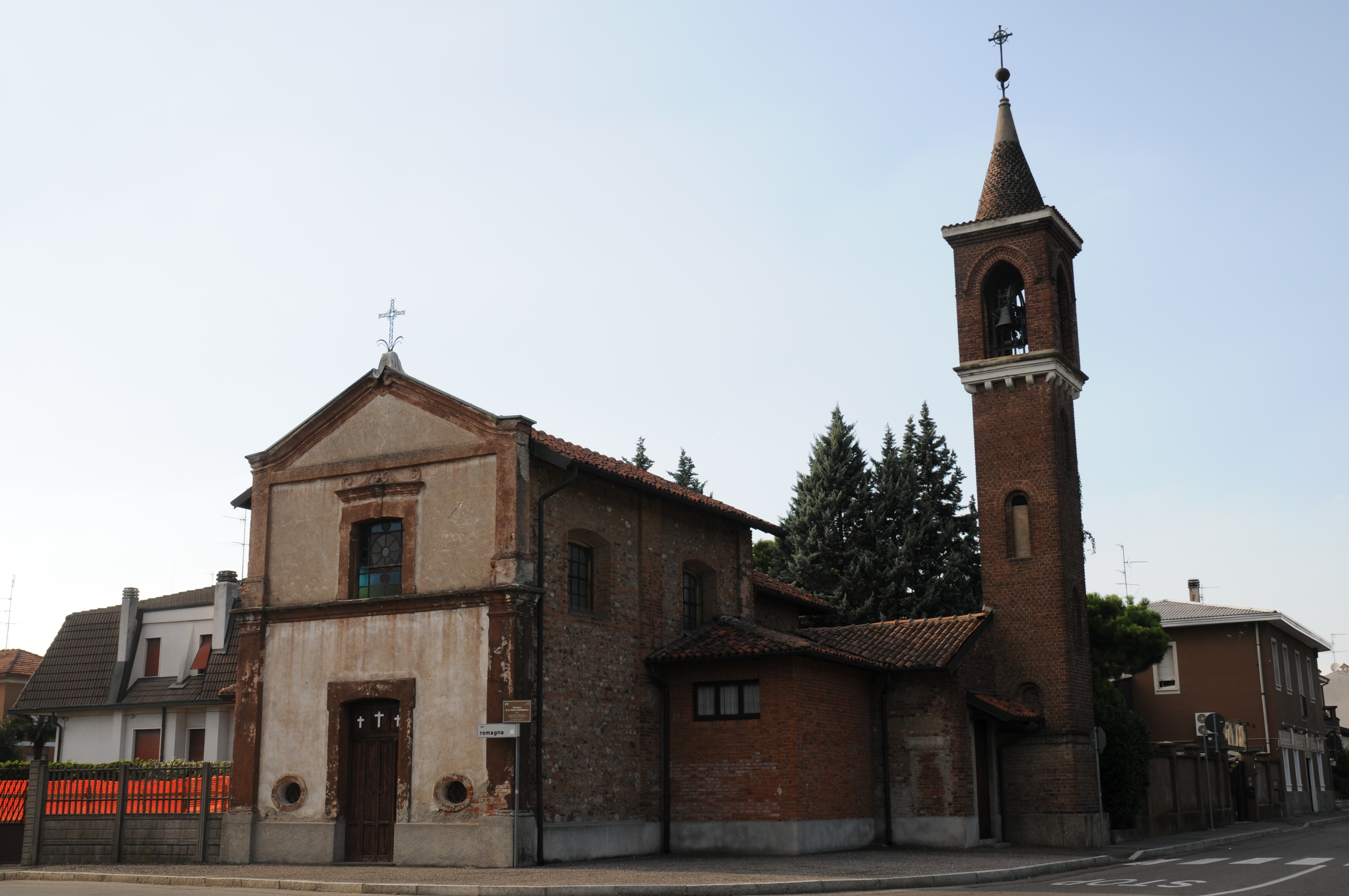
La chiesa della Ponzella

L'edificio religioso di riferimento della contrada era la chiesa di Santa Maria Maddalena, che è conosciuta anche come chiesa della Ponzella. Costruita e consacrata nel 1728, al suo interno sono stati trovati i resti di un antico forno pubblico dove gli abitanti del rione cuocevano il pane. Dedicata a Maria Maddalena, fu realizzata grazie a un legato di Carlo Francesco Fassi. Nel 1779 la chiesa della Ponzella diventò oratorio di Gesù Cristo; il suo campanile fu ricostruito nel 1930.

## I colori ed il gonfalone
I colori di questa contrada erano blu e giallo. Lo stemma presentava una giovane sul rogo su uno sfondo a quadrati gialli e blu. La contrada non aveva nessun motto: questi ultimi sono stati infatti introdotti nel 1955, quasi vent'anni dopo la soppressione della contrada.
Il gonfalone della contrada Ponzella partecipa ancora alla sfilata storica del palio di Legnano; in particolare segue il gonfalone della contrada San Bernardino provvisto della sua scorta armata. Il gonfalone della contrada Ponzella è infatti conservato dalla contrada San Bernardino all'interno del suo maniero.

## La contrada ed il palio
La contrada ha partecipato al palio di Legnano solo nel 1935. È stata soppressa nel 1936, senza aver mai vinto nessuna edizione della manifestazione.

### Esplicative
1. ↑  I "manieri" sono le sedi delle contrade di Legnano.

### Bibliografiche
1. 1 2 3  Autori vari, p. 123.
2. 1 2 3  Autori vari, p. 126.
3. ↑  D'Ilario, 2000, p. 4.
4. ↑   Amos Cassoli, La battaglia di Legnano, 1860, su musica.san.beniculturali.it. URL consultato il 14 aprile 2016 (archiviato dall'url originale il 4 giugno 2016).
5. ↑   Palio di Legnano: Olmina e Ponzella, le due contrade dimenticate, su ilgiorno.it. URL consultato il 29 marzo 2016.
6. 1 2 3 4 5 6   L'Oratorio di Santa Maria Maddalena, su legnano.org. URL consultato il 29 marzo 2016 (archiviato dall'url originale l'8 settembre 2007).
7. 1 2 3  D'Ilario, 1984, p. 10.
8. ↑  Ferrarini, p. 40.
9. 1 2  Ferrarini, p. 41.
10. ↑   La chiesa dei Santi Martiri e i legami ideali con la battaglia di Legnano, su legnano.org. URL consultato il 31 ottobre 2014 (archiviato dall'url originale il 15 marzo 2007).
11. ↑  D'Ilario, 1984, p. 26.
12. ↑   Contrada La Flora, su collegiodeicapitani.it. URL consultato il 4 aprile 2014.
13. ↑  D'Ilario, 1984, p. 343.
14. ↑  Autori vari, p. 167.
15. ↑  D'Ilario, 1984, p. 272.
16. ↑  Ferrarini, p. 179.
17. ↑  Ferrarini, p. 178.
18. ↑   Riviviamo il corteo storico: contrada San Bernardino, su collegiodeicapitani.it. URL consultato il 30 marzo 2016.
19. ↑   Regolamento del Palio di Legnano (PDF), su paliodilegnano.it. URL consultato il 30 marzo 2016.
20. ↑   L'albo d'oro del Palio di Legnano, su contradalegnarello.it. URL consultato il 29 marzo 2016.